# UTC−2:30

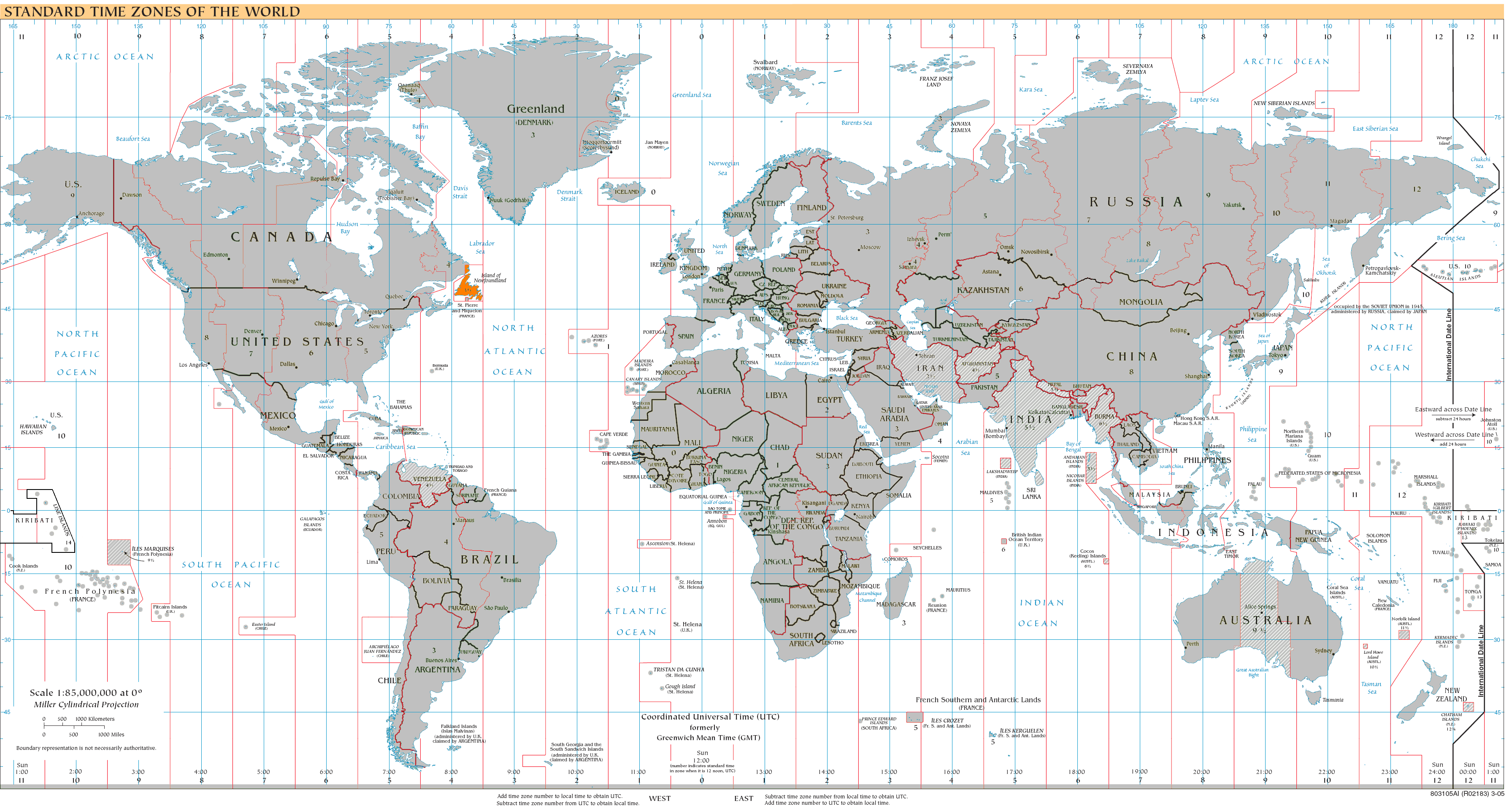
zomertijd

UTC−2:30 is de tijdzone voor:

## Landen en gebieden metzomertijd
De Canadese provincie Newfoundland en Labrador gebruikt UTC−2:30 als zomertijd voor het eiland Newfoundland en het zuidoosten van Labrador.
Er zijn geen andere landen of gebieden die deze tijdzone gebruiken.